# Quadro de medalhas dos Jogos Olímpicos de Inverno de 1928
Este é o quadro de medalhas dos Jogos Olímpicos de Inverno de 1928, realizados em St. Moritz, Suíça. O ordenamento é feito pelo número de medalhas de ouro, estando as medalhas de prata e bronze como critérios de desempate em caso de países com o mesmo número de ouros. Se, após esse critério, os países continuarem empatados, posicionamento igual é dado e eles são listados alfabeticamente. Este é o sistema utilizado pelo Comitê Olímpico Internacional.
| Ordem | País               | Medalha de ouro | Medalha de prata | Medalha de bronze |    |
| ----- | ------------------ | --------------- | ---------------- | ----------------- | -- |
| 1     | NOR Noruega        | 6               | 4                | 5                 | 15 |
| 2     | USA Estados Unidos | 2               | 2                | 2                 | 6  |
| 3     | SWE Suécia         | 2               | 2                | 1                 | 5  |
| 4     | FIN Finlândia      | 2               | 1                | 1                 | 4  |
| 5     | CAN Canadá         | 1               |                  |                   | 1  |
| 5     | FRA França         | 1               |                  |                   | 1  |
| 7     | AUT Áustria        |                 | 3                | 1                 | 4  |
| 8     | BEL Bélgica        |                 |                  | 1                 | 1  |
| 8     | GBR Grã-Bretanha   |                 |                  | 1                 | 1  |
| 8     | GER Alemanha       |                 |                  | 1                 | 1  |
| 8     | SUI Suíça          |                 |                  | 1                 | 1  |
| 8     | TCH Checoslováquia |                 |                  | 1                 | 1  |
| TOTAL | TOTAL              | 14              | 12               | 15                | 41 |

## Referência
- Quadro de medalhas - St. Moritz 1928, página do Comitê Olímpico Internacional